# باباخنجر
باباخنجر، روستایی از توابع بخش شیرین‌سو شهرستان کبودرآهنگ در استان همدان ایران است.
باباخنجر یکی از قدیمی ترین روستاهای منطقه  است. این روستا از جنوب توسط یک رشته کوه شرقی_غربی با نام‌ قوزی(منطقه غیر آفتابگیر) و از شمال توسط کوه گونی(منطقه ی آفتابگیر) احاطه شده است که قله‌های آنان به ترتیب با نام‌های قره غول و گونی شناخته می‌شوند. ارتفاع این قله ها به ترتیب ۲۳۵۰ و ۲۳۰۰ متر می‌باشد. امتداد غربی این روستا به کوه آقداق و از امتداد شرقی به ارتفاعات بوقاتی متنهی میشود. از این روستا در دهستان شیرین‌سو قرار دارد و براساس سرشماری مرکز آمار ایران در سال ۱۳۹۵، جمعیت آن ۱۴۹۴ نفر (۴۲۰خانوار) بوده‌است.
== از جاذبه‌های گردشگری باباخنجر می توان به کوههای سر به فلک کشیده گونئ و قوزی، بوستان حضرت زهرا،چشمه ی خودوبلاغی، چمنزار پشت کوه و دوشانجیق اشاره کرد.
تاریخچه روستای باباخنجر
 باباخنجر روستایی در بخش شیرین سو از توابع شهرستان کبودراهنگ می باشد.محصور بین کوههای بوقاطی در شرق و آق داغ در غرب،گونئ در شمال و رشته کوه ساری قیه (قوزئ)در جنوب که چشم اندازی سراسر کوهستانی به این روستا بخشیده اند.این روستا یکی از روستاهای پرجمعیت بخش شیرین سو محسوب می شود. شغل اکثر مردم روستا،کشاورزی و دامداری است. در خصوص وجه تسمیه باباخنجر آنطور که قبلا منتشر شده است *به نقل از ابن عامر دمشقی درکتاب تحفه الممالک ، باباخنجر را برادر بزرگتر باباطاهر معرفی نموده که در اوایل قرن پنجم هجری مامور شد از هگمتانه بسوی سلطانیه، رهسپار گردد تا سیر و سلوک عرفانی خود را بر آنان تعلیم دهد. ولی به سبب بیماری ناشناخته در همان جا فوت می نماید و به خاک سپرده می شود و قبر وی نیز تا سالها پیش زیارگاه عارفان بود تا اینکه بین سالهای 1367 تا 1374 هجری شمسی توسط سارقان، قبر باباخنجر تخلیه و به گفته ساکنان، مقداری اشیاء گرانقیمت از آن محل سرقت گردیده است و اکنون قبر مذکور کاملا محو شده و به زمین فوتبال تبدیل گشته است.همانطور که در کتب مختلف تاریخی بر می آید شخصیتهای مهمی چون بابانظر ، باباگاوسوار ، باباگرگر ، باباقاسم و باباپیر برادران دیگر باباطاهر عریان بودند که از وی کوچکتر بودند که خود اینها نیز ماموریت تدریس عرفان در همدان و اطراف همدان را بر عهده داشتند *
لکن با بررسی های بیشتر مشخص می شود که  کتابی به نام تحفه الممالک تالیف ابن عامر دمشقی و یا ابن جمیل یافت نگردید و ابن عامر معروف در سده اول هجری در دمشق می زیسته و تاریخ نگار و تذکره نویس نبوده است‌. نکته دیگر اینکه شهر سلطانیه با این نام در زمان ایلخانان مغول بنا گردیده است در حالی که باباطاهر و به تبع وی برادرانش در قرن پنجم هجری قمری و در زمان حکومت سلاجقه می زیسته اند که اختلافی دویست تا سیصد ساله با زمان حکمرانی ایلخانان داشته اند.فلذا این وجه تسمیه جعلی می باشد اما از آنجاییکه باباخنجر تا چند سال پیش صاحب بقعه بوده و زیارت می شده است مشخص کننده این است که ایشان شخصیتی بزرگ می باشد، چرا که غالبا مردمان قدیم،فردی که صاحب حکمت و عرفان بوده است را *بابا* و یا *پیر* خطاب میکرده اند و بابا در اصطلاح صوفیه بیشتر به مشایخی گفته می‌شد که معمر بودند و گاهی به اول اسم و زمانی به آخر آن اضافه می‌کردند، مانند:بابا افضل کاشانی، بابا رکن الدّین شیرازی، شیخ علی بابا.
در اینکه روستای باباخنجر از روستاهای باستانی باشد تاکنون مدرکی به دست نیامده است ولی آنطور که در افواه قدیمی ترها معمول بوده، این است که این خطه اردوگاه لشکر ایالتی بوده و به واسطه کوههای نفوذ ناپذیر و وجود چشمه های فراوان،و مرغزار و جنگل که از قینش(دهنه) تا دربند امتداد داشته،به استقرار نیروهای جنگی جهت حفظ امادگی دفاعی به مرکزیت هگمتانه را از زمان مادها مهر تایید می زند و گزاره ای قابل قبول است.موید این مطلب وجود یک دژ مخروبه در قله کوه زنگه خور است که از فراز آن می‌توان گستره وسیعی از دره‌ها، دشت‌ها و ارتفاعات پیرامونی منطقه را زیر پوشش دیده‌بانی قرار داد،که احتمالا به عنوان حلقه ارتباطی با قلاع و دژهای دیگر منطقه و کشور از جمله قلعه باشقورتاران و قلعه قمچقای بیجار و قلعه های موجود در سایر رشته کوه ها مثل خرقان و در ادامه قلعه های لمبسر و الموت در البرز دانست که از دوران باستان بنا گردیده اند و بعدها در سده های میانی اسلامی مورد بازسازی و استفاده اسماعیلیان قرار گرفته است و بیشتر آنها با نام قیزلار قالاسی(قلعه دختر) معروف هستند. بنابراین حکام، اجازه تشکیل روستا در محدوده اردوگاه را نمی داده اند و فقط آثار و نشانه هایی از قلاع نظامی در سالهای دور مشهود بود که آن هم امروزه به طور کامل از بین رفته است.از قول برخی قدیمی ها ،روستای کنونی احتمالا حدود پانصد سال پیش با استقرار افشارهاي‌ خمسه‌ که گروهى‌ از ايل‌ بزرگ افشار بودند و در اوایل دورة صفوي‌ در منطقة خمسة زنجان‌ و اطراف آن سكنى‌ گزیدند و از اجتماع روستای دیگری که در موقعیت دهانه قنات فعلی بوده(بدون ذکر نام!) تشکیل گردیده و با مهاجرت مردمان دیگر مناطق، گسترش یافته و بعدها نیز با کوچ عده ای از اهالی روستای دوشانجیق در اواخر قرن دوازده شمسی به شکل امروزی درآمده است.
روستای دوشانجیق که نام آن از دو لغت ترکی «دوشان» به معنی خرگوش و پسوند «جیق» به معنی دارا تشکیل شده‌است و معنی مکان دارای خرگوش را می‌دهد که نشان از وفور خرگوش در آن منطقه داشته است در سال ۱۲۹۶ و قحطی به وجود آمده،متروکه شده و اهالی آن به روستاهای اطراف از جمله باباخنجر و اورتاقمیش و .... مهاجرت کرده اند. به دلیل وجود چشمه های آب زیاد، باباخنجر از دیرباز روستایی آباد بوده و آسیاب های آبی آن در امتداد رودهای باباخنجر که از کوه بوقاطی سرچشمه می گیرد و رود دوشانجیق و گونی و قینش برقرار بوده و یا از انشعابات آنها مثل درمان تپه و حتی دربند ادامه داشته است. همین امر باعث انتخاب این مکان از طرف اقوامی که جهت پیدا کردن محل مناسب برای زندگی از اطراف و اکناف مهاجرت نموده بودند ،شده است.
چنان که نیاکان و اجداد اکثر اهالی باباخنجر ،از منطقه ای دیگر به این روستا کوچ کرده و ساکن شده اند و وجود طایفه های گوناگون هم اکنون نیز ، وجه تمایز آنان است.گرچه به واسطه ارتباطات خانوادگی و وصلت های صورت گرفته از قدیم الایام و حال حاضر، تقریبا بیشتر اهالی با یکدیگر نسبت فامیلی دارند.
کوچ عده ای از منطقه گروس(بیجار) و از تیره چهل امیرانی طایفه کردها و علمداریها را تشکیل داده است.از منطقه مهربان نیای طایفه محمد خانیها و از خمسه دینی لی ها را میتوان نام برد.همچنین از سردرود و خرقان(قره قان) و ایلات افشار و خدابنده و روستاهای بشیک تپه و اورته قمیش در این روستا مستقر شده اند و اینک با اتحاد و همبستگی در کنار یکدیگر زندگی می نمایند.